# Lausur
Die Lausur (früher auch Lauseohr, Lauschebach oder Lausebach; tschechisch Lužnička) ist ein rechtsseitiger Zufluss der Mandau mit einer Länge von 13,6 km.

## Verlauf
Seine Quelle liegt südlich der Stadt Krásná Lípa (Schönlinde) bei den zu Rybniště (Teichstatt) gehörenden Häusern von Chřibská Nová Ves (Kreibitz-Neudörfel) in der Böhmischen Schweiz in Tschechien. Der Bach verläuft in seiner ganzen Strecke in östliche Richtungen und bildet die natürliche Grenze zwischen Lausitzer Gebirge und Nordböhmischem Niederland.
Der Stausee Rybnišťský velký rybník (Bernsdorfer Teich) ist mit 36 ha das größte stehende Gewässer im Okres Děčín und wurde wegen seiner Fauna und Flora 1982 zum Naturschutzgebiet erklärt.
Unterhalb des Stausees ist das Tal dicht besiedelt, einige der langgestreckten Dörfer sind Horní Podluží (Obergrund) und Dolní Podluží (Niedergrund), hier fließt die Lausur von Lesné (Innozenzidorf) kommend dem Lesenský potok (Goldflössel) zu. Hinter Dolní Podluží fließt die Lausur bei Herrenwalde nach Deutschland. Ihr Unterlauf führt vorbei an Neuschönau nach Großschönau, wo der Bach unterhalb des Hutberges in die Mandau mündet.